# Clare Ann Matz
Clare Ann Matz (n. 7 februarie 1961, New York City, New York, SUA) este o jurnalistă și moderatoare de televiziune americană, care, începând din 1980 a lucrat în Italia.